# シンスミゾメ
シンスミゾメ (新墨染 学名Cerasus speciosa ’Shin-sumizome’ ) はバラ科サクラ属の植物。大島桜の園芸種の桜。スミゾメとよく似た種であるが近代までのスミゾメと区別を付けるためにシンを付けている。

## 特徴
4月上旬から中旬にかけてが花の最盛期。花弁は5枚一重。白い花をつけ、色はかすかに桜色から白色。花弁は小さく波打っており灰色の陰影をつける。この様が薄いスミゾメの色に見えることからこの名前がついている。
花のじきに新芽が出てくる。樹形はオオシマザクラに似る。